# Bdjini
Bdjini ou Bjni (en arménien Բջնի) est une communauté rurale du marz de Kotayk en Arménie. Elle compte 2 278 habitants en 2008.
Une église datant des IXe et XIIIe siècles y est située.